# سیارک ۲۵۱۹۰
سیارک ۲۵۱۹۰ (به انگلیسی: 25190 Thomasgoodin، نامگذاری:1998SM118) بیست و پنج هزار و صد و نودمین سیارک کشف شده‌است که در ۲۶ سپتامبر ۱۹۹۸ کشف شد.
قدر مطلق سیارک برابر ۱۷.۸ است.